# Biorock

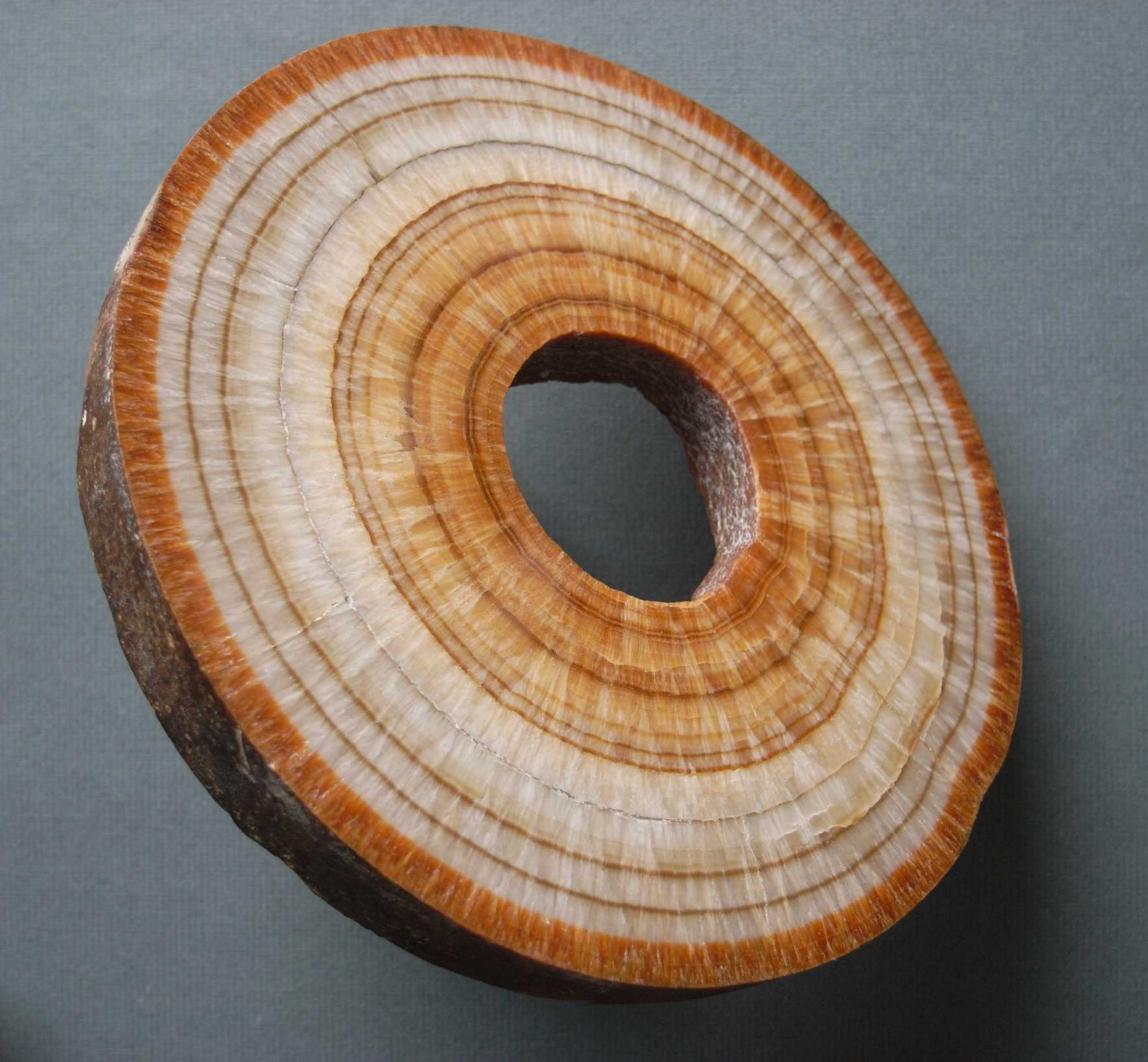
Beispiel für Akkretion: Aragonitablagerung in einem Wasserrohr ("Karlsbader Sprudelstein)"

Biorock ist die Bezeichnung für ein von Wolf Hilbertz entwickeltes Verfahren zur elektrolytischen Abscheidung von im Meerwasser gelösten Mineralien an 3D-Metallgittern mit dem Ziel, einen Unterbau für künstliche Korallenriffe zu erzeugen.

## Geschichte
Entwickelt wurde die Biorock-Technologie von Wolf Hilbertz in den 1970er-Jahren auf der Suche nach alternativen Baustoffen. Im Gradierwerk in Bad Salzuflen entdeckte er eine feste Ablagerung. Nachdem sein Interesse geweckt war, experimentierte er mit Meerwasser. Im Jahre 1974 versenkte er ein Drahtgestell in Salzwasser und legte eine Gleichspannung an. Bereits am nächsten Morgen hatte sich auf dem Drahtgestell eine dünne, weiße Schicht aus Aragonit und Brucit angelagert.

## Technologie
In Meerwasser werden Gestelle aus Baustahl und Metallgewebe mit der gewünschten Form versenkt, durch die schwacher Gleichstrom fließt. Durch die Elektrolyse wird das Seewasser in seine chemischen Bestandteile Wasserstoff und Sauerstoff aufgespalten. Die Stahlkonstruktion bildet hierbei den Minuspol und somit die Kathode. Aufgrund elektrochemischer Prozesse bildet sich auf ihr eine feste Kruste aus den im Meerwasser gelösten Salzen Aragonit (Kalziumkarbonat) und Brucit (Magnesiumhydroxid). Das kristallisierte Material auf dem Stahl hat eine weißliche bis graue Farbe. Pro Jahr wächst der Baustoff mit einer Geschwindigkeit von einem bis drei Zentimetern auf der gesamten Oberfläche. Die Größe und Form der Stahlkonstruktionen beeinflussen das Verfahren nicht, solange genügend Gleichstrom fließt. Mit der Variation der Stromstärke kann man die Festigkeit des zukünftigen Baustoffes bestimmen. Bei einer großen Stromstärke lagert sich mehr weiches Brucit an dem Stahl an und der Vorgang wird beschleunigt. Bei einer niedrigen Stromstärke dauert der Vorgang länger und es lagert sich überwiegend das harte Aragonit an.

## Anwendung zur Schaffung künstlicher Riffe
Unter anderem wurde Wolf Hilbertz auch von den Korallen und ihrem Wachstum inspiriert. Gemeinsam mit dem Biochemiker und Korallenforscher Tom Goreau sorgte er mit der Anwendung der Biorock-Technologie für den Fortbestand vieler durch die Korallenbleiche schwer geschädigter Riffe auf Jamaika, den Seychellen, vor der Malediveninsel Ihuru, in Panama und in Bali. Unter anderem wurden dort künstliche Korallenriffe angelegt. Bis zum Jahr 2008 gab es in über 15 Ländern Biorock-Projekte unter anderem in Thailand, Indonesien, Papua-Neuguinea und in Mexiko.
Im Seegebiet Saya de Malha im Indischen Ozean versuchte man 1997 und 2002 mit der Biorock-Technik eine künstliche Insel zu schaffen.
Setzt man auf die Stahlkonstruktionen abgebrochene, lebende Korallen, wachsen diese fest und breiten sich auf dem festen Untergrund aus. Denn die Polypen der Korallen verwenden einen großen Teil ihrer Energie darauf, Kalzium- und Magnesiumionen aus dem Meerwasser zu extrahieren. Mit der Mineralakkretion auf dem Stahl erspart der Mensch ihnen den Energieaufwand, selbst einen festen Untergrund zu schaffen. Dadurch wachsen sie viermal so schnell wie unter natürlichen Umständen.
Biorockstrukturen haben großes Potenzial als Wellenbrecher, da sie mit zunehmendem Alter immer stärker werden. Wird die Konstruktion von Stürmen und hohen Wellen oder durch die Kollision mit einem Schiff beschädigt, repariert sie sich mit Hilfe der Mineralakkretion zu einem großen Teil von selbst.
Mit Hilfe der Technik ist es gelungen, einen stark erodierten Strandabschnitt auf Grand Turk Island zu stabilisieren, anstelle von Erosion findet hier nun Akkumulation von Material statt. Wie bei anderen Praxisbeispielen wurde sowohl der Meeresgrund im Bereich der Stützgitter wie auch diese selbst rasch von Meeresorganismen besiedelt, die die Oberfläche vergrößern. Ein Teil der Wirkung geht auch auf die Energieverteilung des Wellenschlags aufgrund der durchströmbaren Gitterkonstruktion selbst zurück. Der Erfolg war bereits nach wenigen Monaten klar nachweisbar. Die Kosten des Verfahrens liegen weit unter denjenigen konventioneller Sicherungsbauten.